# German Apuchtin
German Apuchtin, rusky Герман Николаевич Апухтин (12. červen 1936, Moskva – 2003) byl sovětský fotbalista ruské národnosti. Nastupoval především na pozici útočníka.
Se sovětskou reprezentací vyhrál první mistrovství Evropy roku 1960 (tehdy nazývané Pohár národů), byť na závěrečném turnaji do bojů nezasáhl. Zúčastnil se rovněž Mistrovství světa ve fotbale 1958. V národním týmu působil v letech 1957–1958 a nastoupil k 5 zápasům.
V sovětské nejvyšší soutěži dosáhl nejlepšího výsledku v sezónách 1958 a 1964, kdy v dresu CSKA Moskva obsadil v obou případech třetí místo.